# Oberleitungsbus Riad
Der Oberleitungsbus Riad ist das einzige Oberleitungsbus-System in Saudi-Arabien, der Betrieb in der Hauptstadt Riad wurde im Oktober 2012 eröffnet.

## Beschreibung
Die einzige Linie bedient eine etwas über vier Kilometer lange Strecke, die gesamte Fahrleitungslänge beträgt rund neun Kilometer und weist keine Luftweichen oder Kreuzungen auf. Insgesamt drei Unterwerke von Asea Brown Boveri versorgen die Strecke mit 750 Volt Gleichstrom.
Die Anlage erschließt den am 23. April 2013 offiziell eingeweihten Medizin-Campus der König-Saud-Universität. Jede der insgesamt zehn Haltestellen ist dabei mit je einem klimatisierten Warteraum je Richtung ausgestattet. Das Verkehrskonzept sieht vor, dass Studenten, Dozenten und Besucher ihre Kraftfahrzeuge auf den Park-and-ride-Parkplätzen am Rande des Geländes abstellen und ihr Ziel auf dem Areal mit dem Oberleitungsbus erreichen. Die Route wird zwischen 6:00 und 22:00 Uhr bedient, alle drei Minuten verkehrt ein Wagen. Planmäßig werden hierfür zehn Gelenkwagen benötigt, ein elfter dient als Reserve. Das Depot liegt abseits der elektrifizierten Strecke, etwa 300 Meter östlich der ersten Haltestelle. Es kann somit nur mit dem Diesel-Hilfsantrieb erreicht werden.

## Fahrzeuge
Die niederflurigen Oberleitungsbusse des Typs LT20 wurden bei Viseon in Deutschland hergestellt. Sie sind 19,5 Meter lang und bieten 44 Sitzplätze sowie 84 Stehplätze. Ihre elektrische Ausrüstung lieferte Kiepe zu. Eine Besonderheit ist das abgetrennte Damenabteil im Heckbereich. Neben den elf Fahrzeugen für den regulären Verkehr steht ein zwölfter Wagen mit einer besonders hochwertigen Innenausstattung für Sonderfahrten der königlichen Familie zur Verfügung.